# Sarom Unione Sportiva Ravenna 1959-1960
Questa pagina raccoglie le informazioni riguardanti la Sarom Unione Sportiva Ravenna nelle competizioni ufficiali della stagione 1959-1960.

## Stagione
Nella stagione 1959-1960 il Ravenna, sempre sponsorizzato Sarom ha partecipato al girone B del campionato di Serie C, un torneo a 18 squadre che prevede una promozione e due retrocessioni, con 31 punti in classifica si è piazzato in dodicesima posizione nel torneo che ha promosso in Serie B il Prato vincitore con 47 punti, mentre sono retrocesse in IVª Serie La Maceratese ed il Carbonia.
Sulla panchina della Sarom Ravenna viene riconfermato l'ex torinese Antonio Janni che però dopo un discreto inizio di campionato, non seppe confermare i risultati della stagione precedente. I giallorossi infatti, forse affaticati da una preparazione assai dura, cedettero in primavera, fino a concludere il torneo nelle posizioni di retroguardia, emblematica nell'ultima di campionato a Pistoia l'umiliante sconfitta per (8-1), riuscendo comunque a salvare la categoria. Migliori realizzatori stagionali con nove reti all'attivo Giorgio Bartolini e Bruno Nucini.

## Rosa
| N. |                   | Ruolo | Calciatore        |
| -- | ----------------- | ----- | ----------------- |
|    | Italia (bandiera) | A     | Alfredo Arrigoni  |
|    | Italia (bandiera) | C     | Nando Barchiesi   |
|    | Italia (bandiera) | C     | Giorgio Bartolini |
|    | Italia (bandiera) | P     | Renato Bellinelli |
|    | Italia (bandiera) | D     | Gianluigi Brotto  |
|    | Italia (bandiera) | A     | Cimatti           |
|    | Italia (bandiera) | A     | Franco Cottignola |
|    | Italia (bandiera) | D     | Amerigo Curti     |
|    | Italia (bandiera) | C     | Luigi Da Passano  |
|    | Italia (bandiera) | A     | Paolo Del Palazzo |
|    | Italia (bandiera) | D     | Gavelli           |
|    | Italia (bandiera) | C     | Galletti          |

| N. |                   | Ruolo | Calciatore            |
| -- | ----------------- | ----- | --------------------- |
|    | Italia (bandiera) | P     | Pino Gimelli          |
|    | Italia (bandiera) | C     | Maldini               |
|    | Italia (bandiera) | D     | Aldo Monardi          |
|    | Italia (bandiera) | A     | Bruno Nucini          |
|    | Italia (bandiera) | C     | Camillo Rizzo         |
|    | Italia (bandiera) | A     | Gianfranco Rossi (II) |
|    | Italia (bandiera) | C     | Dario Stolfa          |
|    | Italia (bandiera) | C     | Gianfranco Trombini   |
|    | Italia (bandiera) | D     | Paolo Vaini           |
|    | Italia (bandiera) | C     | Giuliano Villa        |
|    | Italia (bandiera) | C     | Giorgio Visconti      |
|    | Italia (bandiera) | D     | Antonio Zani          |

## Risultati

### Girone di andata
| Arbitro: | Mariotti (Firenze) |

|                                |           |           |
| Rizzo 11’ Nucini 25’, 27’, 70’ | Marcatori | 35’ Molla |

| Arbitro: | Orlando (Bergamo) |

|           |           |                     |
| Rizzo 86’ | Marcatori | 22’ Sanna 70’ Lepri |

| Arbitro: | Tarabori (Lucca) |

|                |           |                                 |
| Clementoni 37’ | Marcatori | 10’, 57’ Visconti 81’ Bartolini |

| Arbitro: | Zanchi (Mestre) |

|                          |           |  |
| Bartolini 24’ Nucini 80’ | Marcatori |  |

| Arbitro: | Varazzani (Parma) |

|               |           |           |
| Bartolini 72’ | Marcatori | 70’ Testa |

| Arbitro: | Soravia (Ancona) |

|                            |           |  |
| Bona 28’, 78’ Ghiadoni 60’ | Marcatori |  |

| Ravenna 8 novembre 1959 7ª giornata | Sarom Ravenna          | 0 – 0 | Anconitana | Stadio della Darsena\| Arbitro: \| Gandiolo (Alessandria) \| |
| Arbitro:                            | Gandiolo (Alessandria) |       |            |                                                              |

| Arbitro: | Franzolin (Milano) |

|            |           |  |
| Mungai 60’ | Marcatori |  |

| Arbitro: | Berardi (Perugia) |

|                           |           |              |
| Arrigoni 2’ Bartolini 78’ | Marcatori | 56’ Ceserani |

| Arbitro: | Monti (Ancona) |

|                                             |           |              |
| Bassetto 8’ Mannucci 15’, 41’ Mantovani 28’ | Marcatori | 33’ Arrigoni |

| Arbitro: | Malasoma (Milano) |

|                   |           |  |
| Gianni 14’ (aut.) | Marcatori |  |

| Arbitro: | D'Auria (Salerno) |

|              |           |                                  |
| Flaborea 64’ | Marcatori | 11’, 81’ Arrigoni 53’ Cottignola |

| Arbitro: | Magrini (Venezia) |

|            |           |  |
| Nucini 43’ | Marcatori |  |

| Ravenna 10 gennaio 1960 14ª giornata | Sarom Ravenna    | 0 – 0 | Prato | Stadio della Darsena\| Arbitro: \| Rimoldi (Milano) \| |
| Arbitro:                             | Rimoldi (Milano) |       |       |                                                        |

| Arbitro: | Di Laura (Roma) |

|              |           |  |
| Mazzanti 17’ | Marcatori |  |

| Arbitro: | Smorto (Reggio Calabria) |

|               |           |               |
| Scarnicci 81’ | Marcatori | 51’ Barchiesi |

| Arbitro: | Trezza (Verona) |

|                                  |           |             |
| Bartolini 8’ Malvolti 37’ (aut.) | Marcatori | 19’ Mangani |

### Girone di ritorno
| Arbitro: | Virgili (Roma) |

|  |           |            |
|  | Marcatori | 54’ Nucini |

| Arbitro: | Ambrosio (Roma) |

|                     |           |  |
| Cocco 14’ Lepri 87’ | Marcatori |  |

| Arbitro: | Barolo (Noale) |

|               |           |              |
| Bartolini 48’ | Marcatori | 67’ De Rossi |

| Arbitro: | Smorto (Reggio Calabria) |

|           |           |  |
| Magli 82’ | Marcatori |  |

| Arbitro: | Cotugno (Civitavecchia) |

|             |           |                |
| Ronconi 82’ | Marcatori | 78’ Cottignola |

| Arbitro: | Carminati (Milano) |

|           |           |              |
| Rizzo 22’ | Marcatori | 34’ De Paoli |

| Arbitro: | De Angelis (Pescara) |

|             |           |  |
| Durelli 77’ | Marcatori |  |

| Arbitro: | Bellotto (Pordenone) |

|               |           |  |
| Bartolini 40’ | Marcatori |  |

| Arbitro: | Saetti (Padova) |

|                        |           |                             |
| Biagi 17’ Bonciani 90’ | Marcatori | 3’ Da Passano 77’ Barchiesi |

| Arbitro: | Bernardis (Trieste) |

|  |           |              |
|  | Marcatori | 41’ Mannucci |

| Arbitro: | Baldassarre (Udine) |

|          |           |                          |
| Orazi 8’ | Marcatori | 21’ Bartolini 68’ Nucini |

| Ravenna 1º maggio 1960 29ª giornata | Sarom Ravenna   | 0 – 0 | Arezzo | Stadio della Darsena\| Arbitro: \| Ferrando (Roma) \| |
| Arbitro:                            | Ferrando (Roma) |       |        |                                                       |

| Arbitro: | Pignatta (Torino) |

|                   |           |           |
| Pagliari 51’, 85’ | Marcatori | 86’ Curti |

| Arbitro: | Castracane (Benevento) |

|                                                                |           |                            |
| Dell'Angelo 1’, 29’ Cervetto 37’ Targioni 57’ (rig.) Colla 88’ | Marcatori | 10’ Bartolini 32’ Trombini |

| Arbitro: | Delitala (Roma) |

|                    |           |                           |
| 75’, 78’ Barchiesi | Marcatori | 33’, 64’ Rossi 80’ Ritani |

| Arbitro: | Prandstraller (Mestre) |

|            |           |                           |
| Nucini 29’ | Marcatori | 41’ Gaeta 55’ Beccaccioli |

| Arbitro: | Giuliano (Benevento) |

|                                                                   |           |            |
| Novelli 19’ Mangani 24’, 32’, 40’, 50’, 57’ Cerri 70’ Vettori 77’ | Marcatori | 79’ Nucini |